# Birgitta Svensson (etnolog)
Ulla Birgitta Svensson, född 17 december 1948, är en svensk professor i etnologi verksam vid Institutionen för etnologi, religionshistoria och genusvetenskap på Stockholms universitet. 

## Biografi
Birgitta Svensson verkade som samhällsvetare i offentlig förvaltning åren 1972–1987. Hon disputerade i etnologi 1993 vid Lunds universitet och blev där sedan docent 1997.  Hennes avhandling hade titeln Bortom all ära och redlighet och handlade om hur staten aktivt arbetar med att anpassa resandefolket till folkhemmets normer. 
Birgitta Svenssons inriktning fokuserar på migration, identitet och landskap inom kulturhistoria och marginaliseringsprocesser i samhället. Mellan 2001 och 2015 innehade Svensson den Hallwylska professuren vid Institutet för folklivsforskning samtidigt ingick hon i ledningen för två forskarskolor i dess anknytning; senast Fokult vid Humanistiska fakulteten fram till 2016. Hon var under samma period även med i Nordiska museets forskningsråd. Hon har även varit styrelseledamot vid Kungliga Gustav Adolfs Akademien för svensk folkkultur, International Society for Cultural History och Société Internationale d´Ethnologie et de Folklore (SIEF) samt redaktör för den kulturhistoriska tidskriften RIG, för den internationella tidskriften Ethnologia Scandinavica och medlem i redaktionen för Ethnologia Europaea, dessutom sakkunnig i flera svenska och europeiska forskningsråd.
Under 2019–2020 utredde Birgitta Svensson förutsättningarna för ett svenskt museum om Förintelsen.

## Utmärkelser, ledamotskap och priser
- Ledamot av Kungl. Vitterhetsakademien (LHA, 2004, ständig sekreterare 2013–2018)[6]
- Ledamot av Vetenskapssocieteten i Lund (LVSL, 1996)[7]